# Kati Venäläinen
Kati Susanna Venäläinen nata Sundqvist (Noormarkku, 15 febbraio 1975) è un'ex fondista finlandese.

## Biografia
In Coppa del Mondo esordì il 28 gennaio 1995 a Lahti (39ª) e ottenne il primo podio il 28 febbraio 2000 a Stoccolma (3ª).
In carriera prese parte a tre edizioni dei Giochi olimpici invernali, Nagano 1998 (41ª nella 15 km), Salt Lake City 2002 (28ª nella 10 km, 18ª nella sprint, 16ª nell'inseguimento, 7ª nella staffetta) e Torino 2006 (43ª nella 10 km, non conclude la 30 km, 29ª nella sprint, 7ª nella staffetta), e a quattro dei Campionati mondiali, vincendo una medaglia.

## Palmarès

### Mondiali
- 1 medaglia:
  - 1 argento (sprint a Lahti 2001)

### Coppa del Mondo
- Miglior piazzamento in classifica generale: 20ª nel 2001
- 3 podi (1 individuale, 2 a squadre[1]):
  - 3 terzi posti (1 individuale, 2 a squadre)